# Clinteroides
Clinteroides är ett släkte av skalbaggar. Clinteroides ingår i familjen Cetoniidae.
Kladogram enligt Catalogue of Life:
| Clinteroides | \| \| Clinteroides cariosa \| \| \| \| \| \| Clinteroides hirta \| \| \| \| \| \| Clinteroides lachaumei \| \| \| \| \| \| Clinteroides ornatipennis \| \| \| \| \| \| Clinteroides permutans \| \| \| \| \| \| Clinteroides usambarica \| \| \| \| |
|              | \| \| Clinteroides cariosa \| \| \| \| \| \| Clinteroides hirta \| \| \| \| \| \| Clinteroides lachaumei \| \| \| \| \| \| Clinteroides ornatipennis \| \| \| \| \| \| Clinteroides permutans \| \| \| \| \| \| Clinteroides usambarica \| \| \| \| |
|              | Clinteroides cariosa |
|              | |
|              | Clinteroides hirta |
|              | |
|              | Clinteroides lachaumei |
|              | |
|              | Clinteroides ornatipennis |
|              | |
|              | Clinteroides permutans |
|              | |
|              | Clinteroides usambarica |
|              | |